# The Good The Bad and The Zugly
The Good The Bad and The Zugly es una banda noruega de punk que se inició en Hadeland en 2011.  El sonido de la banda se ha comparado con Turbonegro y Anal Banes, y ha ganado premios como el Spellemannprisen 2018 a la mejor banda de rock con su álbum Hadeland Hardcore . 
El 16 de julio de 2018, el cantante Erlend Hjelvik de Kvelertak anunció que abandonaría la banda  y sería reemplazado por Ivar Nikolaisen, cantante de Silver, noticia que se anunciaría definitivamente el 20 de julio siguiente. Nikolaisen ya había participado como cantante invitado por Kvelertak en el sencillo «Blodtørst». 

## Miembros
- Eirik Melstrøm (guitarra)
- Kim Skaug (guitarra)
- Magno Vannebobe (batería)
- Lars Gulbrandsen (bajo)
- Ivar Nikolaisen (voz)

## Discografía

### Álbumes
- Anti World Music, Fysisk Format, 2013
- Hadeland Hardcore, Fysisk Format, 2015
- The Worst Four Years (Komp.), Fysisk Format, 2017
- Misanthropical House, Fysisk Format, 2018
- Algorithm & Blues, Fysisk Format, 2019
- Research and Destroy, Fysisk Format, 2022
- Decade of Regression, Fysisk Format, 2024

### Sencillos y EP
- Sitter Fast I Hælvete, No Fucking Hippies, 2011
- "The Mormones - Heavy Metal Kid" / 140 MPH (7"), Big Dipper Records, 2012
- "Göttemia - Oslo Theme" (7", Ltd., Num, Whi), Drepe Mennesker Records, 2012
- "Brainbomb" / Killing Time (7"), Fysisk Format, 2012
- "Roy D Stroy Split /w He Who Cannot Be Named" (split), Fysisk Format, 2018
- «Going Postal« (split con Hip Priests), Fysisk Format, 2021
- «Abscession» (7"), 2021